# Gastón Benedetti
Gastón Benedetti Taffarel (Larroque, Argentina; 29 de marzo de 2001) es un futbolista argentino. Juega de lateral izquierdo y su equipo actual es el Club Estudiantes de La Plata de la Primera División de Argentina.

## Trayectoria
Benedetti entró a las inferiores de Estudiantes de La Plata en 2012, procedente del club Central Larroque de su ciudad natal. En su etapa de juvenil fue capitán del equipo reserva del club.
En la temporada 2022, fue cedido a Guillermo Brown de la B Nacional, donde debutó como profesional y disputó 17 encuentros en la segunda categoría.
Regresó a Estudiantes de cara a la temporada 2023 bajo la dirección de Eduardo Domínguez y debutó por el Pincha el 31 de marzo en la victoria por 3-0 sobre Newells Old Boys. El 8 de mayo anotó sus primeros dos goles en la victoria por 2-0 ante Vélez Sarsfield. El 9 de agosto de 2023 convierte el primer gol en la victoria 2 a 0 de Estudiantes sobre Goiás en Brasil.
El 13 de diciembre de 2023 ingresó en el segundo tiempo para ganar con Estudiantes de La Plata la Copa Argentina 2023 y el 5 de mayo de 2024 fue titular en la final de la Copa de la Liga Profesional 2024.
El 20 de octubre de 2024 convirtió un gol en el triunfo de Estudiantes sobre Instituto por 3 a 2 en el Estadio UNO.
El 21 de diciembre de 2024 integró el equipo titular que obtuvo el Trofeo de Campeones de la Liga Profesional 2024, en el triunfo de Estudiantes de La Plata ante Vélez Sarsfield por 3-0 en el Estadio Único Madre de Ciudades de Santiago del Estero.
El 13 de enero de 2025 extendió su contrato con el club hasta diciembre de 2026.

## Selección nacional
Benedetti fue citado a la selección preolímpica argentina sub-23 bajo la dirección de Javier Mascherano para entrenarse en el Complejo Deportivo de Ezeiza "Lionel Andrés Messi" con miras al Torneo Preolímpico Sudamericano que definió a las dos selecciones de América del Sur que participaron en los Juegos Olímpicos de París 2024.

## Estadísticas
Actualizado al último partido disputado el 13 de agosto de 2025.
| Guillermo Brown Argentina | 2.ª           | 2022          | 17 | 0 | 0  | 0 | —  | — | 17  | 0 |
| Guillermo Brown Argentina | Total club    | Total club    | 17 | 0 | 0  | 0 | 0  | 0 | 17  | 0 |
| Estudiantes de La Plata Argentina | 1.ª           | 2023          | 16 | 2 | 15 | 0 | 11 | 1 | 42  | 3 |
| Estudiantes de La Plata Argentina | 1.ª           | 2024          | 20 | 1 | 17 | 0 | 5  | 0 | 42  | 1 |
| Estudiantes de La Plata Argentina | 1.ª           | 2025          | 14 | 0 | 3  | 0 | 3  | 0 | 20  | 0 |
| Estudiantes de La Plata Argentina | Total club    | Total club    | 50 | 3 | 35 | 0 | 19 | 1 | 104 | 4 |
| Total carrera | Total carrera | Total carrera | 67 | 3 | 35 | 0 | 19 | 1 | 121 | 4 |
| (1) La copa nacional se refiere a la Copa Argentina, Copa de la Liga Profesional, Trofeo de Campeones y Supercopa Internacional. (2) La copa internacional se refiere a la Copa Sudamericana y Copa Libertadores. |               |               |    |   |    |   |    |   |     |   |

## Palmarés

### Campeonatos nacionales
| Título              | Club                    | País      | Año  |
| ------------------- | ----------------------- | --------- | ---- |
| Copa Argentina      | Estudiantes de La Plata | Argentina | 2023 |
| Copa de la Liga     | Estudiantes de La Plata | Argentina | 2024 |
| Trofeo de Campeones | Estudiantes de La Plata | Argentina | 2024 |

## Redes sociales
- Instagram

- Datos: Q118256235